# Коул, Джордж (актёр)
Джордж Ко́ул (англ. George Cole; 22 апреля 1925, Tooting, Большой Лондон — 5 августа 2015, Рединг) — английский актёр кино и телевидения, офицер Ордена Британской Империи, дважды номинант премии BAFTA. Наиболее запомнился зрителю исполнением роли Артура Дейли, хитроумного и жуликоватого продавца подержанных автомобилей, в сериале «Механик» (109 эпизодов за 15 лет).

## Биография
Джордж Эдвард Коул родился 22 апреля 1925 года в бедном лондонском районе Тутинг. О его настоящих родителях ничего неизвестно: в возрасте 10 дней его усыновили Джордж, служащий районного совета, и Флоренс, уборщица, Коулы. В 13-летнем возрасте мальчик узнал, что это не его родители. Едва окончив среднюю школу, 14-летний подросток сразу устроился на работу подмастерьем мясника и разносчиком газет, чтобы материально поддержать свою бедную семью. В одной из этих газет он однажды увидел объявление, что требуется подросток «для представления в Вест-Энде». Он отправился по указанному адресу и настоял, чтобы его взяли на роль. Актёрский дебют Джорджа удался, и он стал по мере возможности развивать в себе актёрский талант, и уже в 1941 году 15-летний юноша впервые появился на экране: он исполнил довольно заметную роль в фильме «Коттедж в аренду». Дебют актёра на телеэкранах состоялся в 1948 году: он сыграл в фильме «Доктор Ангелус». В «Коттедже…» также играл известный шотландский актёр Аластер Сим, которому мальчик очень приглянулся. Он пригласил Джорджа с приёмной матерью жить к себе, в Южный Оксфордшир, стал его учителем актёрского мастерства, помог избавиться от акцента кокни. В доме Аластера и Наоми Симов Джордж прожил до 27-летнего возраста (до 1952 года, за вычетом трёх лет в армии). После этого у Джорджа появилась невеста, поэтому он купил себе отдельный дом, но рядом со своим наставником. Сим и Коул снялись вместе в 11 лентах.
Снявшись в пяти своих первых фильмах, Коул был призван в армию и отслужил три года (1944—1947) в ВВС, где был радио-оператором. Демобилизовавшись, Коул немедленно вернулся к карьере актёра и снимался почти всю жизнь вплоть до 83-летнего возраста.
Актёр курил сигары всю жизнь, но в возрасте 77 лет, по настоянию врачей, бросил эту вредную привычку.
В 2013 году увидела свет автобиография актёра, которую он озаглавил My Autobiography: The World Was My Lobster.
Всю свою взрослую жизнь Джордж Коул прожил в деревне Стоук-Роу, в Южном Оксфордшире.
Джордж Коул скончался 5 августа 2015 года, через несколько недель после смерти жены, с которой он прожил последние 48 лет, в больнице Ройал Беркшир в городе Рединг в возрасте 90 лет. 13 августа его тело было кремировано. На прощальной церемонии прозвучала заглавная песня из сериала «Механик», которому Коул посвятил 15 лет своей кино-карьеры. Прощальную речь произнёс актёр и певец Деннис Уотермен, который также 10 лет играл в этом сериале вместе с Коулом.

### Личная жизнь
В 1954 году Коул женился на малоизвестной актрисе кино и телевидения Эйлин Мур (1932 — ?). В браке у пары родилось двое детей, один из них — Крис Коул, сценарист, но в 1962 году последовал развод.
В 1967 году Коул женился второй раз. На этот раз его избранницей стала также малоизвестная актриса кино и телевидения Пенни Моррелл (родилась в 1938). В браке у пары родилось также двое детей. Джордж и Пенни прожили вместе 48 лет до самой его смерти.

## Награды и номинации
- 1983 — BAFTA в категории «Лучший актёр» за роль в сериале «Механик»[англ.] — номинация.
- 1985 — BAFTA в категории «Лучший актёр» за роль в сериале «Механик» — номинация.
- 1992 — офицер Ордена Британской Империи

## Избранная фильмография
За свою кино-карьеру длиной 67 лет (с некоторыми перерывами) Джордж Коул снялся в 125 фильмах (в четырёх без указания в титрах) и сериалах.

### Широкий экран
- 1941 — Коттедж в аренду[англ.] / Cottage to Let — Рональд
- 1942 — Те детишки из городка[англ.] / Those Kids from Town — Чарли
- 1943 — Полурай[англ.] / The Demi-Paradise — Перси (в титрах не указан)
- 1945 — Совместное путешествие[англ.] / Journey Together — Кёрли, наводчик бомбометания
- 1948 — Сторож брату своему[англ.] / My Brother's Keeper — Уилли Стэннард
- 1948 — Квартет[англ.] / Quartet — Герберт Санбёри (в новелле «Бумажный змей»)
- 1949 — Паук и муха[англ.] / The Spider and the Fly — детектив Марк
- 1950 — Операция «Катастрофа»[англ.] (Утренний вылет) / Morning Departure — механик Маркс
- 1950 — Лучшие дни вашей жизни[англ.] / The Happiest Days of Your Life — младший помощник смотрителя в Министерстве образования (в титрах не указан)
- 1950 — Ушедший на Землю[англ.] / Gone to Earth — кузен Альберт[11]
- 1951 — Плоть и кровь[англ.] / Flesh and Blood — Джон Ханна
- 1951 — Смех в раю / Laughter in Paradise — Герберт Расселл
- 1951 — Леди Годива снова в седле[англ.] / Lady Godiva Rides Again — Джонни
- 1951 — Скрудж / Scrooge — Эбенезер Скрудж в молодости
- 1952 — Счастливая семья[англ.] / The Happy Family — Сирил
- 1952 — Кто идёт туда![англ.] / Who Goes There! — Артур Крисп
- 1952 — Мистер Поттс едет в Москву. Совершенно секретно! / Top Secret — Джордж Потс
- 1952 / 1953 — Глупость, ставшая мудростью[англ.] (Глупо быть умным) / Folly to Be Wise — солдат, слушатель передачи The Brains Trust (в титрах не указан)
- 1953 — Кто-нибудь из джентльменов соизволит..?[англ.] / Will Any Gentleman...? — Генри Стерлинг
- 1953 — Нарушитель[англ.] / The Intruder — Джон Саммерс
- 1953 — Ключ к разгадке пропавшей обезьяны[англ.] (Гибралтарское приключение) / The Clue of the Missing Ape — Гобо
- 1953 — Наша девушка Пятница[англ.] / Our Girl Friday — Джимми Кэррол
- 1954 — Визит инспектора[англ.] / An Inspector Calls — кондуктор трамвая (в титрах не указан)
- 1954 — И жили они счастливо[англ.] / Happy Ever After — Теренс
- 1954 — Красотки из Сент-Триниан[англ.] / The Belles of St Trinian's — Флэш Гарри
- 1955 — Преданный муж[англ.] / The Constant Husband — Луиджи Сопранелли
- 1955 — Золотой приз / A Prize of Gold — сержант Роджер Моррис
- 1956 — Этот прекрасный мир[англ.] / It's a Wonderful World — Кен Миллар
- 1956 — Оружие[англ.] / The Weapon — Джошуа Генри
- 1956 — Незрелый человек[англ.] / The Green Man — Уильям Блейк
- 1957 — Синее убийство в Сент-Триниан[англ.] / Blue Murder at St Trinian's — Флэш Гарри
- 1959 — Сплошное враньё[англ.] / Too Many Crooks — Фингерс
- 1959 — Свадебный путь[англ.] / The Bridal Path — сержант полиции Брюс
- 1959 — Без паники, ребята![англ.] / Don't Panic Chaps! — Финч
- 1960 — Чистый ад Сент-Триниан[англ.] / The Pure Hell of St Trinian's — Флэш Гарри Катберт Эдвардс
- 1963 — Клеопатра / Cleopatra — Флавий
- 1965 — Односторонний маяк[англ.] / One Way Pendulum — адвокат / Фред
- 1966 — Большое ограбление поезда в Сент-Триниан[англ.] / The Great St Trinian's Train Robbery — Флэш Гарри
- 1970 — Любовницы-вампирши / The Vampire Lovers — Роджер Мортон
- 1971 — Сильный испуг[англ.] / Fright — Джим
- 1973 — Забери меня высоко[англ.] / Take Me High — Берт Джексон
- 1976 — Синяя птица / The Blue Bird — пёс Тило
- 1983 — Предельный срок на угон[англ.] / Deadline Auto Theft — Этли Джексон
- 1996 — Мэри Райли / Mary Reilly — мистер Пул

### Телевидение
- 1957 — Подозрение[англ.] / Suspicion — Джордж Уиллис (в эпизоде Rainy Day)
- 1959, 1970 — Театр в кресле[англ.] / Armchair Theatre — разные роли (в 2 эпизодах)
- 1963, 1966 — Диснейленд[англ.] / Disneyland — разные роли (в 5 эпизодах)
- 1963, 1966 — Комедийный театр[англ.] / Comedy Playhouse — разные роли (в 2 эпизодах)
- 1969 — Из неизведанного[англ.] / Out of the Unknown — Джеймс Хейл (в эпизоде The Last Lonely Man)
- 1969, 1971 — Джеканори[англ.] / Jackanory — рассказчик истории (в 6 эпизодах)
- 1970 — Пьеса на сегодня[англ.] / Play for Today — мистер Ньюболд (в эпизоде The Right Prospectus)
- 1971 — НЛО[англ.] / UFO — Пол Ропер (в эпизоде Flight Path)
- 1976 — Летучий отряд Скотланд-Ярда[англ.]* / The Sweeney — Деннис Лонгфилд (в эпизоде Tomorrow Man)
- 1977, 1979 — Не забывай писать![англ.] / Don't Forget to Write! — Гордон Мейпл (в 12 эпизодах)
- 1978 — Хорошая жизнь[англ.] / The Good Life — мистер Даунс, банковский менеджер (в эпизоде When I'm 65)
- 1978 — Путешествие Чарлза Дарвина[англ.] / The Voyage of Charles Darwin — Джозайя Уэджвуд (в 3 эпизодах)
- 1978 — Возвращение Святого[англ.] / Return of the Saint — Фред (в эпизоде The Armageddon Alternative)
- 1979—1980, 1982—1986, 1988—1989, 1991, 1993—1994 — Механик[англ.] / Minder — Артур Дейли, хитроумный и жуликоватый продавец подержанных автомобилей[12] (в 109 эпизодах)
- 1982—1983 — Прохвост[англ.] / The Bounder — Тревор Маунтджой (в 14 эпизодах)
- 1984, 1986 — Товарищ Папаша[англ.] / Comrade Dad — Рег Даджен (в 8 эпизодах)
- 1985 — Блотт в помощь[англ.] / Blott on the Landscape — сэр Гилс Линчвудс (в 6 эпизодах)
- 1988 — Мыши из метро[англ.] / Tube Mice — мышь Вернон (в 26 эпизодах; озвучивание)[13]
- 1995—1996 — Мой хороший друг[англ.] / My Good Friend — Питер Бэнкс (в 14 эпизодах)
- 1997, 1999 — Папаша[англ.] / Dad — Брайан Хук (в 13 эпизодах)
- 2004 — Семейный бизнес[англ.] / Family Business — Пэт Уильямс (в эпизоде #1.02)
- 2005, 2008 — Биение сердца[англ.] / Heartbeat — Альберт Хэллоуз (в 2 эпизодах)
- 2007 — Мисс Марпл Агаты Кристи / Agatha Christie's Marple — Лоренс Рэйбёрн (в эпизоде Nemesis)
- 2007 — Алмазный старикашка[англ.] / Diamond Geezer — Джеральд (в эпизоде A Royal Affair)
- 2007 — Новые трюки / New Tricks — сэр Эдвард Чамберс (в эпизоде Powerhouse)
- 2008 — Убийства в Мидсомере / Midsomer Murders — Лайонел Хикс (в эпизоде Shot at Dawn)